# Mainfähre Astheim

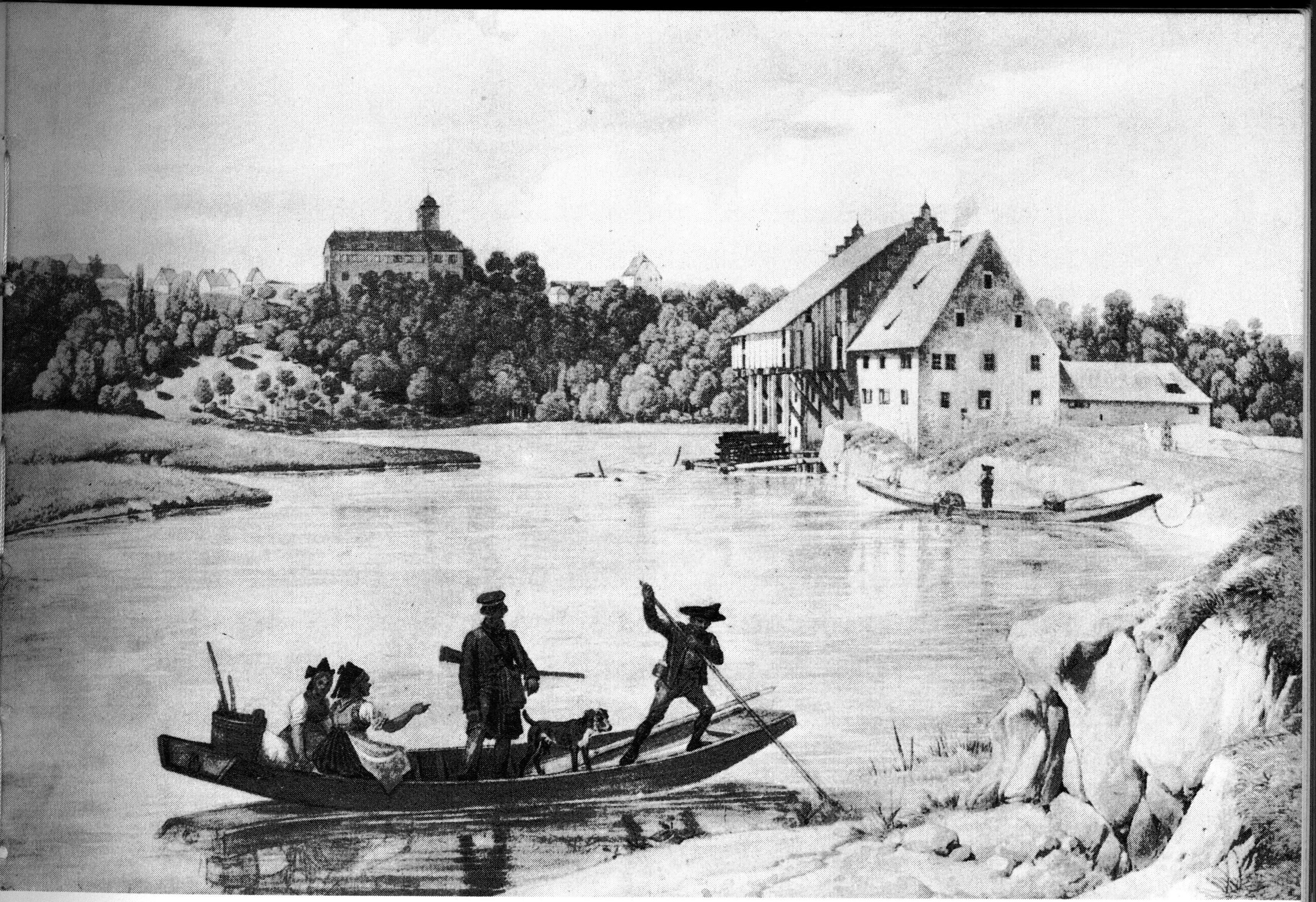
Die Fähre auf einer Lithographie des 18. Jahrhunderts

Die ehemalige Mainfähre Astheim war eine Nachenfähre auf dem Main. Sie verkehrte zwischen Astheim und dem gegenüberliegenden Volkach im heutigen Landkreis Kitzingen. Ab dem Jahr 1869 wurde die Fähre zu einer fliegenden Brücke umgewandelt, ehe das Fährrecht mit dem Bau der Mainbrücke Volkach 1892 erlosch.

## Geschichte
Die Mainfähre in Astheim ist eng mit der Ortsgeschichte verbunden. Astheim wurde im Jahr 906 erstmals urkundlich erwähnt, damals beherbergte es den wichtigen Mainübergang des karolingischen Königshofs in Prosselsheim. Wahrscheinlich existierte zu diesem Zeitpunkt noch keine Fähre im Main. Das nahe Fahr mit seiner Fähre war eine zu große Konkurrenz, da eine wichtige Straße durch den Ort führte.
Im Laufe des Mittelalters etablierte sich dann das Astheimer Fährrecht. Es war immer Bestandteil der Dorfherrschaft und lieferte den jeweiligen Herren wichtige Geldmittel. Erstmals erwähnt wurde die Fähre im Jahr 1409, sie tauchte im Stiftungsbrief der Kartause auf. Der Wortlaut des Briefes war: „Wir geben auch dazu unsre Mühle daselbst mit dem Wehre, (...)“. Zuvor war die Fähre also in Händen der Herren von Seinsheim gewesen.
Der Prior vergab das Fährrecht, die Fahr, gegen einen jährlichen Zins an einen Bewohner Astheims. Zugleich mussten die Rechte und Pflichten des Fährmanns in einer Fährordnung festgeschrieben werden. Die Volkacher, die Besitzungen auf Astheimer Seite hatten, mussten dem Fährmann jährlich Geld abgeben. Sie protestierten, indem sie zeitweise mit eigenen Booten übersetzten. Diese Praxis wurde im Jahr 1528 verboten.

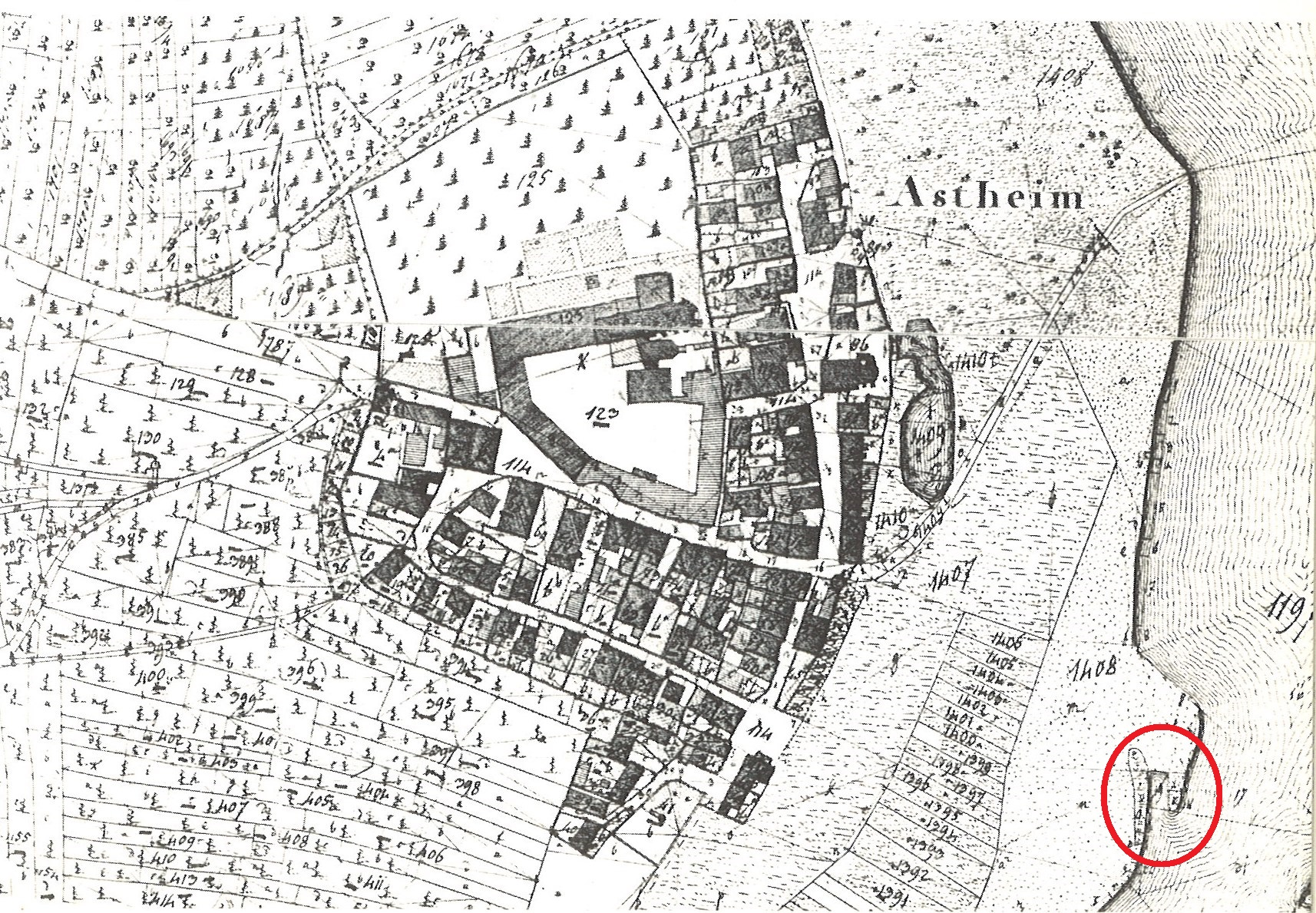
Der Standort der Fähre auf einem Markungsplan von 1835

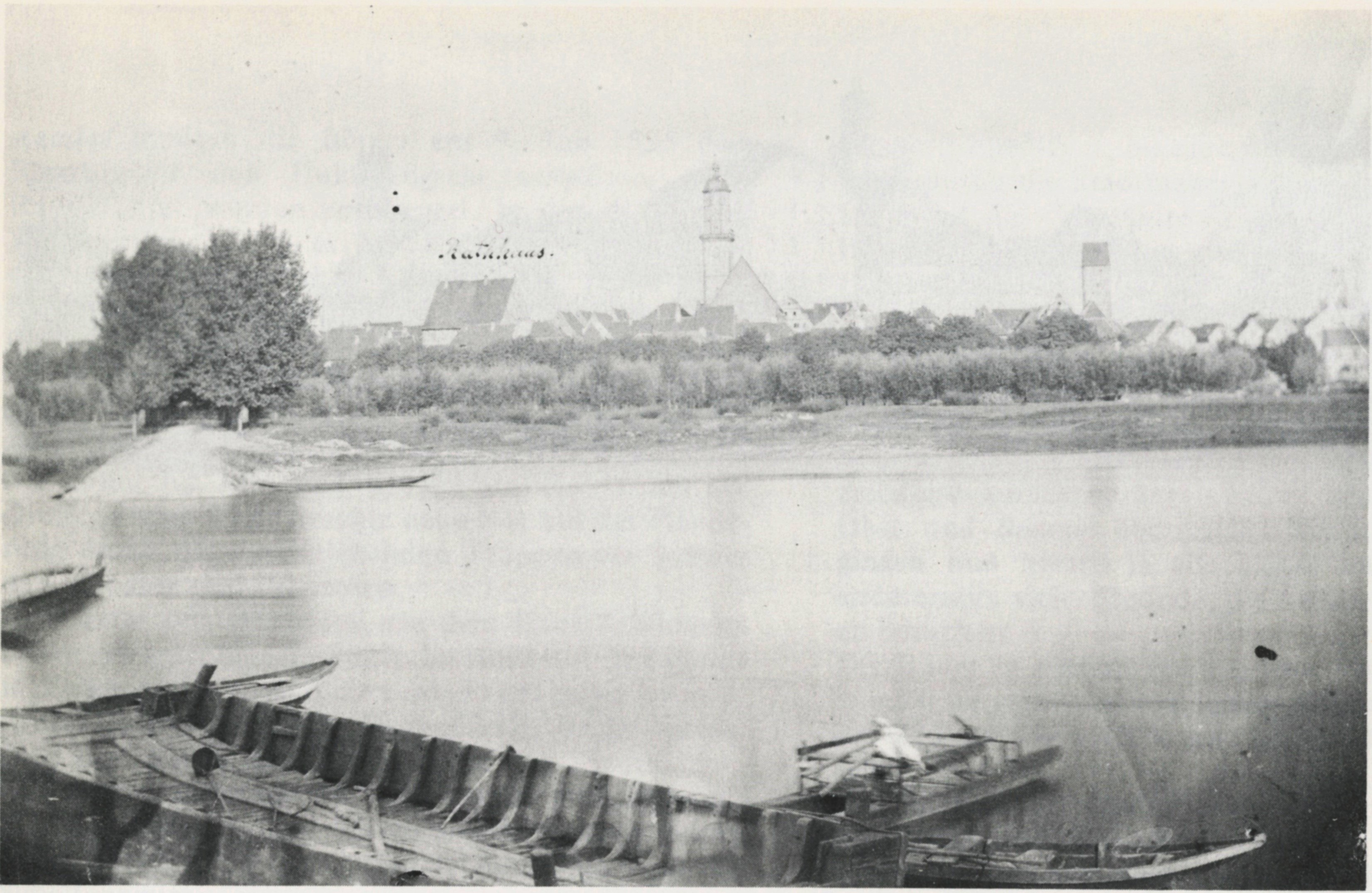
Die Fähre auf einer Fotografie vor 1878

Nach der Auflösung der Kartause fiel das Fährrecht 1802 an Kurpfalz-Bayern. Die neuen Herren verpachteten im Jahr 1803 die Fähre an Leonhard Härtlein. Er musste jährlich 50 Gulden und 30 Kreuzer zahlen. Im Jahr 1808 erwarb Melchior Melber das Fahr in Astheim; er besaß das Fährrecht bereits in seiner Geburtsgemeinde Nordheim am Main. Melber gab das Recht allerdings bereits im September desselben Jahres für über 1040 Gulden wieder ab.
Neuer Besitzer des Fährrechts war ab 1808 die Bürgerschaft Astheims. Die Astheimer wollten das Recht in ihre Hände bekommen, da es essentiell für die wirtschaftliche Entwicklung des ganzen Dorfes geworden war. In den Folgejahren investierte die Gemeinde in eine neue Fährbrücke und einen Schelch. Das alte Fährhaus am Mainufer wurde dagegen verkauft. Gleichzeitig etablierte das Dorf eine neue Pachtordnung: Soldaten mussten fortan kostenlos übergesetzt werden.
Die ersten Beständer waren Georg Wagner und Josef Binzenhöfer. Sie betrieben zwischen 1808 und 1811 die Fähre gewinnbringend. Um 1860 erweiterte man den Fußweg zur Vogelsburg und baute ihn zu einer Distriktsstraße aus. Nun forcierte Astheim den Bau einer fliegenden Brücke, um der Konkurrenz zu Fahr etwas entgegenzusetzen. Die alte Stakfähre wurde durch ein Boot aus Haßfurt ersetzt, 1869 erhielt Astheim die Genehmigung zum Betrieb.
Die Postkutschen nach Volkach ließen sich bald mit der neuen Fähre übersetzen, ihr Pendant in Fahr wurde jedoch noch häufiger genutzt. Kurze Zeit später begannen jedoch die ersten Anstrengungen der Stadt Volkach eine Brücke über den Main zu errichten. Im Jahr 1889 erhielt die Stadt die Genehmigung. Astheim erhielt nach der Vollendung der Brücke 1892 insgesamt 18.000 Mark Entschädigung, das Fährrecht war damit an Volkach übergegangen.
Die Fähre in Astheim wurde im Laufe ihrer Existenz einmal verlegt. Zunächst war sie unterhalb der Hallburg beheimatet, ehe sie näher an das aufstrebende Volkach positioniert wurde. Noch 1808 pendelte lediglich ein Schelch zwischen Astheim und Volkach. Am 18. April 1869 begann man dann eine moderne Gierseilfähre zu errichten. Diese bestand dann noch, eingeschränkt durch die Bauarbeiten an der Volkacher Brücke, bis 1892.